# プラード・カザルス音楽祭

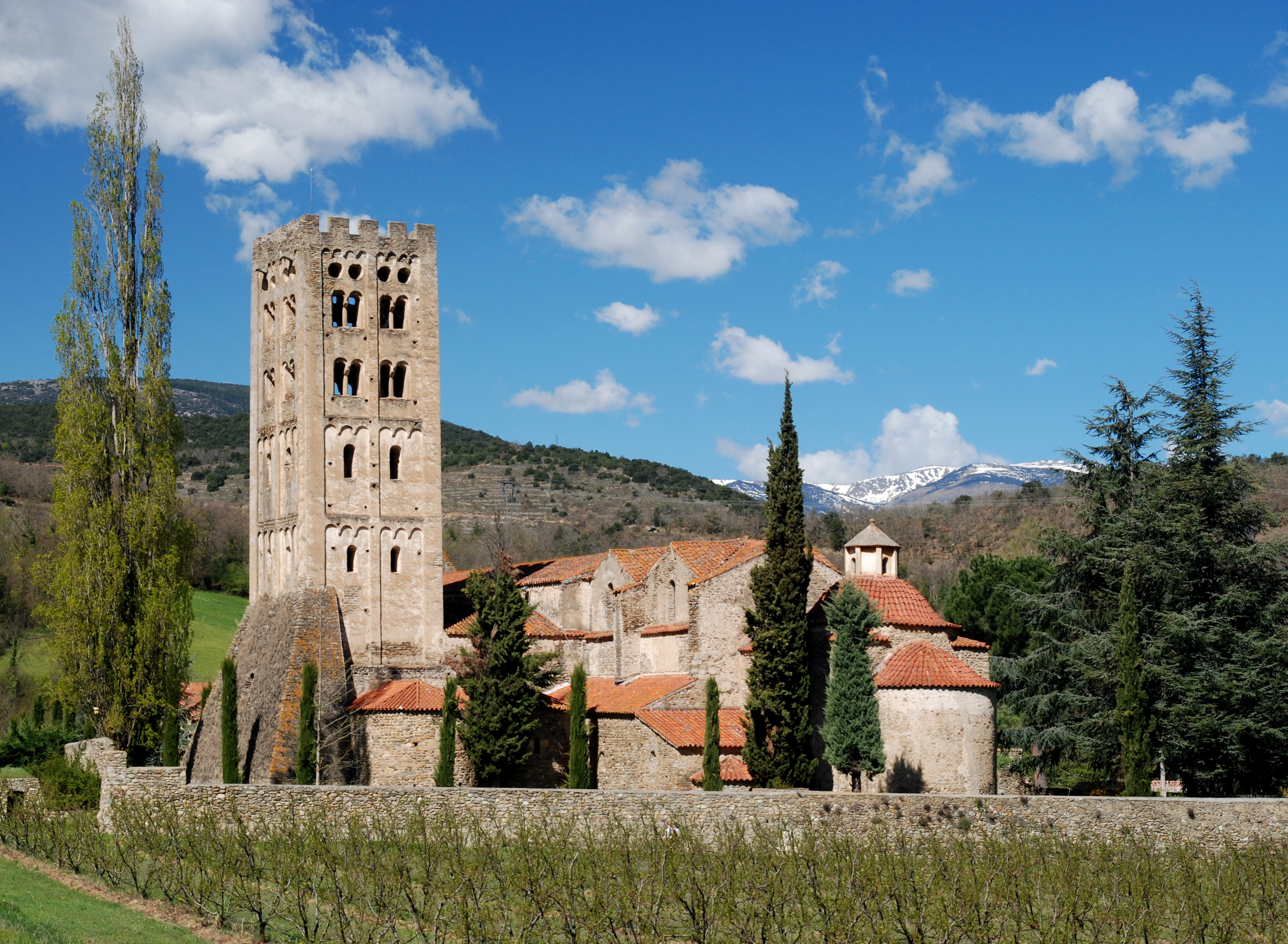
サン・ミシェル・ド・キュクサ修道院

プラード・カザルス音楽祭（フランス語: Festival Pablo Casals de Prades）は、フランスのプラードで開催される音楽祭。毎年7月末から8月中旬までカニグー山のふもとのサン・ミシェル・ド・キュクサ修道院で行われる。

## 概要
チェリストで指揮者のパブロ・カザルスはスペイン内戦を避けてプラードに隠遁し、演奏から遠ざかっていた。第二次世界大戦後、復帰を求める声が高まったがカザルスは拒否していた。そこで友人のヴァイオリニストアレクサンダー・シュナイダーは、ヨハン・ゼバスティアン・バッハ没後200年にあたる1950年にプラードで音楽祭を開くことを提案し、カザルスも受け入れた。
音楽祭にはクララ・ハスキル、ミェチスワフ・ホルショフスキ、アイザック・スターン、マルセル・タビュトー、ヨゼフ・シゲティ、ルドルフ・ゼルキン、ポール・トルトゥリエなどの著名な音楽家たちが参加し、最高峰の室内楽の音楽祭となった。カザルスの最後の音楽祭出演は90歳記念の1966年だった。
1976年にはプラード音楽アカデミーが設立され、若い演奏家のための器楽・室内楽のマスタークラスが設置された。
2005年からは作曲コンクールが創設された。